# The Stadium Techno Experience
The Stadium Techno Experience er Scooters niende studiealbum, udgivet i 2003 af Sheffield Tunes i Tyskland. Tre singler blev frigivet fra det: "Weekend", "The Night" og et remix af "Maria (I Like It Loud)" featuring Marc Acardipane og Dick Rules. Dens kunst er en hyldest til album 1991 The White Room ved The KLF. Det er det første album featuring Jay Frog. I Det Forenede Kongerige, The Stadium Techno Experience blev Scooter andet album i top 40 efter Our Happy Hardcore (1996).

## Spor
Alle sange er skrevet af H.P. Baxxter, Rick J. Jordan, Jay Frog, og Jens Thele, medmindre andet er angivet. M.C. tekster af H.P. Baxxter alias "The Chicks Terminator"
1. "Ignition" – 0:36
2. "Maria (I Like It Loud)" (Baxxter, Jordan, Frog, Thele, Marc Acardipane, Shawn Mierez) – 3:55
3. "Weekend!" (Baxxter, Jordan, Frog, Thele, Gerard Koerts) – 3:32
4. "Take a Break" – 4:15
5. "Pulstar" (Vangelis) – 4:33
6. "The Night"  – 3:21
7. "Roll Baby Roll" – 3:45
8. "Level One" (Baxxter, Jordan, Frog, Thele, Chris Hülsbeck) – 3:34
9. "Like Hypa Said" – 6:23
10. "Liquid Is Liquid" (Baxxter, Jordan, Frog, Thele, Shane Heneghan, Eamon Downes) – 4:45
11. "A Little Bit Too Fast" – 3:45
12. "Soultrain" – 5:08

## Chart positioner
| Titel                           | Chart-Positioner | Chart-Positioner | Chart-Positioner | Chart-Positioner | Chart-Positioner | Chart-Positioner | Chart-Positioner |
| Titel                           | Tyskland         | Ungarn           | Sverige          | Finland          | Østrig           | Schweiz          | Norge            |
| ------------------------------- | ---------------- | ---------------- | ---------------- | ---------------- | ---------------- | ---------------- | ---------------- |
| "The Stadium Techno Experience" | 7                | 3                | 4                | 12               | 14               | 35               | 3                |